# Hohenau an der March
Hohenau an der March (in ceco Cáhnov) è un comune austriaco di 2 737 abitanti nel distretto di Gänserndorf, in Bassa Austria; ha lo status di comune mercato (Marktgemeinde). Il territorio comunale confina sia con la Repubblica Ceca (comune di Lanžhot), sia con la Slovacchia (comune di Moravský Svätý Ján).